# Arsinée Khanjian

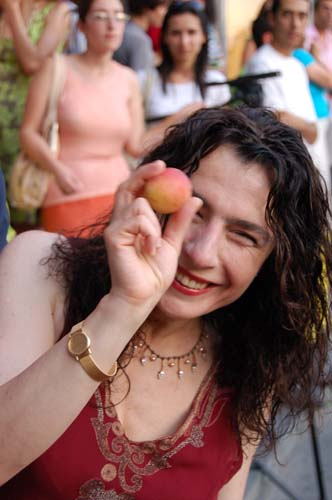
Arsinée Khanjian

Arsinée Khanjian (* 6. September 1958 in Beirut) ist eine in Kanada lebende armenische Schauspielerin und Filmproduzentin.

## Leben und Leistungen
Als Tochter armenischer Eltern geboren, wuchs sie zunächst in Beirut auf. Im Jahr 1975 flohen ihre Eltern nach Kanada. Khanjian hat, angeregt von ihren Eltern, ein Studium an der Concordia University aufgenommen und sich dort den Grad eines Bachelors für Französische und Spanische Sprache erworben. Danach ist sie an die University of Toronto gewechselt, wo sie sich den Grad eines Magisters für Politikwissenschaft erwarb. Ihr Mann Atom Egoyan regte sie dazu an, sich mit der Schauspielerei zu beschäftigen.
Khanijan tritt in einigen Filmen ihres Ehemannes auf, drehte aber auch viele andere Filmprojekte. So spielte sie in dem Film Das Haus der Lerchen (Originaltitel: La masseria delle allodole) mit, der bei der Berlinale 2007 Aufsehen erregte. Der politisch brisante Film lief außerhalb des Wettbewerbs auf der Berlinale und handelt von dem Völkermord an den Armeniern, der ab 1915 auf dem Gebiet der heutigen Türkei geschah und von der offiziellen Türkei geleugnet wird.
Im Jahr 1999 gewann Khanjian als beste dramatische Hauptdarstellerin den Gemini Award für die Fernsehserie Foolish Heart. 2006 erhielt sie als beste Hauptdarstellerin den Genie Award für den Film Sabah.

## Filmografie (Auswahl)
- 1984: Next of Kin
- 1994: Exotica
- 1996: Irma Vep
- 1997: Das süße Jenseits (The Sweet Hereafter)
- 1997: Ms. Scrooge – Ein wundervoller Engel (Ms. Scrooge)
- 1998: Ende August, Anfang September (Fin août, début septembre)
- 1999: Foolish Heart (Fernsehserie)
- 1999: Felicia, mein Engel (Felicia’s Journey)
- 2001: Meine Schwester (À ma sœur!)
- 2002: Ararat
- 2005: Sabah
- 2006: ReGenesis (Folge: Our Men in Havana)
- 2007: Das Haus der Lerchen (La masseria delle allodole)
- 2008: Simons Geheimnis (Adoration)
- 2011: Who Killed Marilyn? (Poupoupidou)
- 2014: Captive
- 2014: The Cut
- 2016: The Other Side of November
- 2019: Guest of Honour
- 2019: Coroner – Fachgebiet Mord (Coroner, Fernsehserie, 1 Folge)